# مياكوجيما (أوكيناوا)
مدينة مياكوجيما (بالإنجليزية: Miyakojima)‏ هي أحد المدن التابعة لمحافظة أوكيناوا. تأسست رسميًا في 01/10/2005. ويقدر عدد سكانها بـ 52777 نسمة حسب تقدير مكتب الإحصاء الياباني لعام 2012. تبلغ مساحة مياكوجيما 204.54 كم2. بكثافة سكانية تبلغ 275 نسمة/كم2.

## المناخ
يظهر الجدول التالي التغييرات المناخية على مدار السنة لمياكوجيما:
| البيانات المناخية لـمياكوجيما     | البيانات المناخية لـمياكوجيما | البيانات المناخية لـمياكوجيما | البيانات المناخية لـمياكوجيما | البيانات المناخية لـمياكوجيما | البيانات المناخية لـمياكوجيما | البيانات المناخية لـمياكوجيما | البيانات المناخية لـمياكوجيما | البيانات المناخية لـمياكوجيما | البيانات المناخية لـمياكوجيما | البيانات المناخية لـمياكوجيما | البيانات المناخية لـمياكوجيما | البيانات المناخية لـمياكوجيما | البيانات المناخية لـمياكوجيما |
| الشهر                             | يناير                         | فبراير                        | مارس                          | أبريل                         | مايو                          | يونيو                         | يوليو                         | أغسطس                         | سبتمبر                        | أكتوبر                        | نوفمبر                        | ديسمبر                        | المعدل السنوي                 |
| --------------------------------- | ----------------------------- | ----------------------------- | ----------------------------- | ----------------------------- | ----------------------------- | ----------------------------- | ----------------------------- | ----------------------------- | ----------------------------- | ----------------------------- | ----------------------------- | ----------------------------- | ----------------------------- |
| متوسط درجة الحرارة الكبرى °م (°ف) | 20.4 (68.7)                   | 20.9 (69.6)                   | 22.7 (72.9)                   | 25.1 (77.2)                   | 27.5 (81.5)                   | 29.9 (85.8)                   | 31.6 (88.9)                   | 31.2 (88.2)                   | 30.0 (86.0)                   | 27.8 (82.0)                   | 25.0 (77.0)                   | 22.0 (71.6)                   | 26.2 (79.1)                   |
| المتوسط اليومي °م (°ف)            | 18.0 (64.4)                   | 18.3 (64.9)                   | 20.0 (68.0)                   | 22.4 (72.3)                   | 24.8 (76.6)                   | 27.2 (81.0)                   | 28.7 (83.7)                   | 28.5 (83.3)                   | 27.4 (81.3)                   | 25.4 (77.7)                   | 22.7 (72.9)                   | 19.7 (67.5)                   | 23.6 (74.5)                   |
| متوسط درجة الحرارة الصغرى °م (°ف) | 16.0 (60.8)                   | 16.2 (61.2)                   | 17.7 (63.9)                   | 20.2 (68.4)                   | 22.7 (72.9)                   | 25.2 (77.4)                   | 26.6 (79.9)                   | 26.3 (79.3)                   | 25.3 (77.5)                   | 23.6 (74.5)                   | 20.8 (69.4)                   | 17.8 (64.0)                   | 21.5 (70.8)                   |
| الهطول مم (إنش)                   | 130.8 (5.15)                  | 141.3 (5.56)                  | 137.8 (5.43)                  | 160.3 (6.31)                  | 207.7 (8.18)                  | 185.5 (7.30)                  | 130.8 (5.15)                  | 262.5 (10.33)                 | 230.0 (9.06)                  | 156.2 (6.15)                  | 146.9 (5.78)                  | 131.3 (5.17)                  | 2٬021٫1 (79.57)               |
| متوسط الرطوبة النسبية (%)         | 72                            | 75                            | 77                            | 80                            | 82                            | 84                            | 80                            | 80                            | 79                            | 75                            | 73                            | 70                            | 77                            |
| ساعات سطوع الشمس الشهرية          | 86.4                          | 82.6                          | 112.0                         | 123.2                         | 151.1                         | 191.9                         | 246.7                         | 220.5                         | 184.6                         | 153.8                         | 112.0                         | 101.3                         | 1٬766٫1                       |
| المصدر: JMA (1981-2010)           |                               |                               |                               |                               |                               |                               |                               |                               |                               |                               |                               |                               |                               |

## توأمة
لمياكوجيما (أوكيناوا) اتفاقيات توأمة مع كل من:
- كيلونغ
- موروان

## أعلام
- دايسوكي أوكو
- بيني